# De dorsvlegel uit de hemel
De dorsvlegel uit de hemel is een sprookje uit Kinder- und Hausmärchen, de verzameling van de gebroeders Grimm, met als nummer KHM112. De oorspronkelijke naam is Der Dreschflegel vom Himmel.

## Het verhaal
Een boer gaat met een paar ossen ploegen en de hoorns van de dieren groeien en hij kan niet meer door de poort. Er komt een jager en hij ruilt de dieren en voor elke korrel raapzaad krijgt hij een Brabantse daalder uitbetaald. Dit is een goede ruil, maar de boer verliest een korrel raapzaad en had één daalder meer gehad als de korrel niet verloren was gegaan. Er is een boom uit de korrel gegroeid en deze reikt tot aan de hemel. De boer klimt in de boom en wil de engelen bekijken, maar de boom gaat wankelen. Iemand hakt de boom om en de boer maakt een touw van haverstro. Ook pakt hij een houweel en dorsvlegel en zakt naar beneden. Hij komt in een diepe kuil terecht en klimt naar boven door een trap uit te hakken. Als bewijs neemt hij zijn dorsvlegel mee, zodat niemand aan zijn verhaal kan twijfelen.

## Achtergronden bij het verhaal
- Het sprookje is een leugensprookje, zie ook leugenliteratuur.
- Het sprookje komt uit de omgeving van Paderborn.
- De boom die tot in de hemel groeit is een mythisch motief dat bekend is in Europa en Azië. Zie ook De zingende springende leeuwerik (KHM88) en Sjaak en de bonenstaak
- Vergelijk Knoest en zijn drie zonen (KHM138), Het sprookje van Luilekkerland (KHM158) en Het leugensprookje uit Ditmar (KHM159).
- Zie ook De goede ruil (KHM7).
- Een raap kan verwijzen naar een (knol)raap. Ook een leerling wordt "raap" genoemd. Vergelijk ook de enorme raap uit De raap (KHM146).
- De beschrijving lijkt op een demon of de duivel, de dorsvlegel lijkt op de zeis van Magere Hein.
- Vergelijk De veelgelovende koningsdochter, Grootoog en Kleinoog en Simeliberg (KHM142).